# Bill Straub
William E. Straub (Meadowbrook, 11 agosto 1957) è un ex calciatore statunitense, di ruolo difensore.

## Carriera

### Club
Formatosi calcisticamente nella formazione calcistica dell'Università della Pennsylvania, nella stagione 1973 è ingaggiato come prima scelta al draft dal Montréal Olympique, franchigia della North American Soccer League. Nel corso della stagione passò ai Philadelphia Atoms con cui gioca da titolare la finale vinta del torneo contro i Dallas Tornado, segnando anche la rete del definitivo 2-0. Rimane in forza agli Atoms sino al 1976, senza ottenere risultati di rilievo.
Nella stagione 1978 è in forza ai Philadelphia Fury, con cui raggiunge gli ottavi di finale della competizione.

### Nazionale
Nell'agosto 1975 ha giocato tre partite amichevoli con la nazionale a stelle e strisce.

## Statistiche

### Cronologia presenze e reti in Nazionale
| Cronologia completa delle presenze e delle reti in nazionale ― Stati Uniti | Cronologia completa delle presenze e delle reti in nazionale ― Stati Uniti | Cronologia completa delle presenze e delle reti in nazionale ― Stati Uniti | Cronologia completa delle presenze e delle reti in nazionale ― Stati Uniti | Cronologia completa delle presenze e delle reti in nazionale ― Stati Uniti | Cronologia completa delle presenze e delle reti in nazionale ― Stati Uniti | Cronologia completa delle presenze e delle reti in nazionale ― Stati Uniti | Cronologia completa delle presenze e delle reti in nazionale ― Stati Uniti |
| Data                                                                       | Città                                                                      | In casa                                                                    | Risultato                                                                  | Ospiti                                                                     | Competizione                                                               | Reti                                                                       | Note                                                                       |
| -------------------------------------------------------------------------- | -------------------------------------------------------------------------- | -------------------------------------------------------------------------- | -------------------------------------------------------------------------- | -------------------------------------------------------------------------- | -------------------------------------------------------------------------- | -------------------------------------------------------------------------- | -------------------------------------------------------------------------- |
| 19-8-1975                                                                  | Città del Messico                                                          | Costa Rica                                                                 | 3 – 1                                                                      | Stati Uniti                                                                | Amichevole                                                                 | -                                                                          |                                                                            |
| 21-8-1975                                                                  | Città del Messico                                                          | Argentina                                                                  | 6 – 0                                                                      | Stati Uniti                                                                | Amichevole                                                                 | -                                                                          |                                                                            |
| 24-8-1975                                                                  | Città del Messico                                                          | Messico                                                                    | 2 – 0                                                                      | Stati Uniti                                                                | Amichevole                                                                 | -                                                                          | 87’                                                                        |
| Totale                                                                     |                                                                            | Presenze                                                                   | 3                                                                          |                                                                            | Reti                                                                       | 0                                                                          |                                                                            |

## Palmarès
- North American Soccer League: 1

Philadelphia Atoms: 1973